# Ефимова, Екатерина Юрьевна
Екатери́на Ю́рьевна Ефи́мова (род. 28 июня 1989) — российская легкоатлетка, специалистка по бегу на короткие дистанции. Выступала за сборную России по лёгкой атлетике в конце 2000-х — начале 2010-х годов, чемпионка Европы среди молодёжи, победительница и призёрка первенств всероссийского значения. Представляла Ханты-Мансийский автономный округ и Свердловскую область. Мастер спорта России международного класса.

## Биография
Екатерина Ефимова родилась 28 июня 1989 года. Уроженка Ханты-Мансийского автономного округа.
Начала заниматься лёгкой атлетикой в 2002 году в детско-юношеской спортивной школе «Смена» в Югорске, проходила подготовку под руководством тренеров Ольги Сергеевны Догадиной и Владимира Александровича Догадина. С 2006 года постоянно проживала в Екатеринбурге, училась в Уральском федеральном университете, была подопечной заслуженного тренера России Виктора Степановича Гусаренко.
Первых серьёзных успехов на всероссийском уровне добилась в сезоне 2007 года, когда на зимнем юниорском чемпионате России в Пензе стала бронзовой призёркой на дистанции 200 метров. Позднее на летнем юниорском чемпионате России в Сочи выиграла серебряную медаль в беге на 100 метров и бронзовую медаль в беге на 200 метров
В 2009 году в беге на 200 метров одержала победу на зимнем молодёжном чемпионате России в Саранске и на летнем молодёжном чемпионате России в Казани. Также была лучшей на соревнованиях в Челябинске, успешно выступила на Мемориале Яламова в Екатеринбурге. Попав в состав российской национальной сборной, выступила на молодёжном европейском первенстве в Каунасе — в дисциплине 200 метров сошла с дистанции на предварительном квалификационном этапе.
В 2010 году в беге на 400 метров победила на молодёжном чемпионате России в Волгограде.
В 2011 году на молодёжном европейском первенстве в Остраве вместе с соотечественницами Евгенией Субботиной, Юлией Тереховой и Ольгой Топильской превзошла всех соперниц в программе эстафеты 4 × 400 метров и завоевала золотую медаль.
Впоследствии больше не показывала сколько-нибудь значимых результатов в лёгкой атлетике.
За выдающиеся спортивные достижения удостоена почётного звания «Мастер спорта России международного класса».